# 都市情緣
《都市情緣》是1994年出品的一部香港電影，由劉鎮偉執導，黎明、吳倩蓮、吳孟達、陳浩文主演。在香港電影評論學會舉辦的第一屆香港電影評論學會大獎獲選為年度推薦電影。

## 情節介紹
梁志武（小武）自幼喪母，由父親梁忠撫養長大。梁忠深愛著兒子，更因其懦弱的個性而遭兒子鄙視。小武在學校常常受人嘲笑，沒有人去真正關心他，因此養成了叛逆的個性，到處惹事生非，成為少年犯。小武在別人介紹下認識了富家少爺威哥，卻對威哥的女友Jojo一見鍾情，引來一連串的恩怨情仇，更被警方誤以為是殺人犯而遭逮捕，幸好得到其他犯人供出實情而獲釋。梁忠到警察局接回兒子，為了兒子而勇敢地對警員作出反抗。小武終於明白父親對自己的關心，解開了多年來的心結，與父親過著平淡的生活。有一天，小武偶然遇見Jojo，以為她已為人妻，但當晚還是忍不住給她傳呼留言，相約有緣再聚。最後，他們終於走在一起，寫下完滿的結局。

## 演员
| 演员   | 角色   | 备注                     |
| 黎明   | 梁智武 |                          |
| 吳倩蓮 | JoJo   |                          |
| 吳孟達 | 梁鍾   | 梁智武父                 |
| 江希文 | 阿sue  | JoJo好友，後與太子威結婚 |
| 苗金鳳 | 阿鳳   |                          |
| 陳浩民 | 太子威 | JoJo未婚夫               |
| 譚凱欣 | 小美   | 阿鳳女兒                 |
| 王均康 | 何sir  |                          |
| 盧雄   |        |                          |
| 白茵   |        |                          |
| 黃智強 |        | 警察                     |

## 電影歌曲
- 主題曲：《一段盟誓》（作曲：黃品源；填詞：劉卓輝；編曲：趙增熹；主唱：黎明）
- 插曲：《藍色街燈》（作曲：邰正宵；填詞：古倩敏；編曲：唐奕聰；主唱：黎明）

## 製作人員
- 製片：葉淑雯
- 美術：梁華生
- 場記：丘君平
- 燈光：鄺庭和
- 化妝：岳小偉
- 道具：楊世正
- 攝影：黃岳泰
- 剪接：奚傑偉
- 服裝：陳秀明
- 髮型：邱瑞嫻
- 配樂：盧冠廷
- 動作設計：王均康
- 後期製作：左頌昇
- 導演：劉鎮偉
- 副導演：陳希斌
- 編劇：劉鎮偉
- 監製：彭綺華